# R&Sレコーズ
R&S Records（R&Sレコード）は、1984年にRenaat VandepapeliereとSabine Maesにより設立されたベルギーのレコード会社。現在は拠点をイギリスのロンドンに移しており、Andy WhittakerとDan Foatにより運営されている。
ベルギーに設立されたレコード会社であったため、1980年代にはハードコアテクノの前身となるニュービート系の楽曲を多数リリース。1990年代初頭のテクノシーンにおいて絶大な影響力を持つに至っている。当時の代表的なテクノ系アーティストの多くがこのレーベルからリリースしており、現在では名門テクノレーベルと見做されている。2000年に一度倒産したが、2006年に新生R&Sとして復活した。
いくつかサブレーベルがあるが、代表的なものにアンビエントを主にリリースするApollo Recordsがある。1993年に日本人のKen Ishiiが、東京の風景を写し取ったデビュー作"Garden on the Palm"をリリースすると、日本人によるデトロイトテクノが世界中に認知されて行った。

## 2000年倒産前までの主要アーティスト
- Aphex Twin
- Biosphere
- Ken Ishii
- C.J.Bolland
- Jaydee
- Model500/Juan Atkins
- Sun Electric
- Boom Boom Satellites

## 2006年再編成後の主要アーティスト
- James Blake
- Lone
- Bullion
- Egyptian Hip Hop
- Teengirl Fantasy
- Untold
- Vondelpark
- Model500/Juan Atkins